# Конституция Намибии
Конституция Намибии была принята на заседании Национальной ассамблеи 9 ноября 1990 года. В Конституции Намибия провозглашается суверенным, демократическим и единым государством, строящимся на принципах демократии, уважения закона, и справедливости (англ. «The Republic of Namibia is hereby established as a sovereign, secular, democratic and unitary State founded upon the principles of democracy, the rule of law and justice for all»)

## Содержание
Конституция Намибии придерживается классического разделения органов власти на: законодательную, исполнительную и судебную.
Главой государства согласно Конституции является Президент. Законодательным органом является двухпалатный парламент: верхняя палата — Национальный совет Намибии, нижняя — Национальная ассамблея Намибии. Судебная власть принадлежит Верховному суду, Высокому суду и судам низшего уровня (провинциальным). Все судебные учреждения являются независимыми и подчиняются только Конституции Намибии и её законам.
Конституция состоит из преамбулы и 21 главы (Chapter), разделённых на 148 статей.

## Поправки
Поправки к Конституции принимаются двумя третями голосов от общего числа членов каждой из палат парламента. Президент в свою очередь может вынести вопрос о поправках в конституцию на общенациональный референдум. Стоит особо заметить, что Конституция запрещает внесение каких-либо изменений в Главу 3, закрепляющую основные гарантированные права и свободы, если такие поправки существенно их уменьшают или занижают.